# Hypericum grandifolium
A malfurada (Hypericum grandifolium Choisy, popularmente conhecido também como malfurado) é uma planta do género botânico da família Hypericaceae, espécie endémica da ilha da Madeira e Canárias.
Apresenta-se como um arbusto perenifólio com altura variável que pode ir até aos 1,8 metros de altura, glabro. Tem folhas oblongo-ovadas, de quatro a nove centímetros de comprimento, decussadas, sésseis ou amplexicaules.
Tem flores grandes, amarelas, brilhantes, com numerosos estames.
É uma espécie endémica da ilha da Madeira e Canárias que habita principalmente nas escorrências úmbrias das florestas da laurissilva.
Apresenta inflorescências com duas a quatro flores, florindo todo o ano.